# Getijdenboek van Isabella la Catolica (Cleveland)

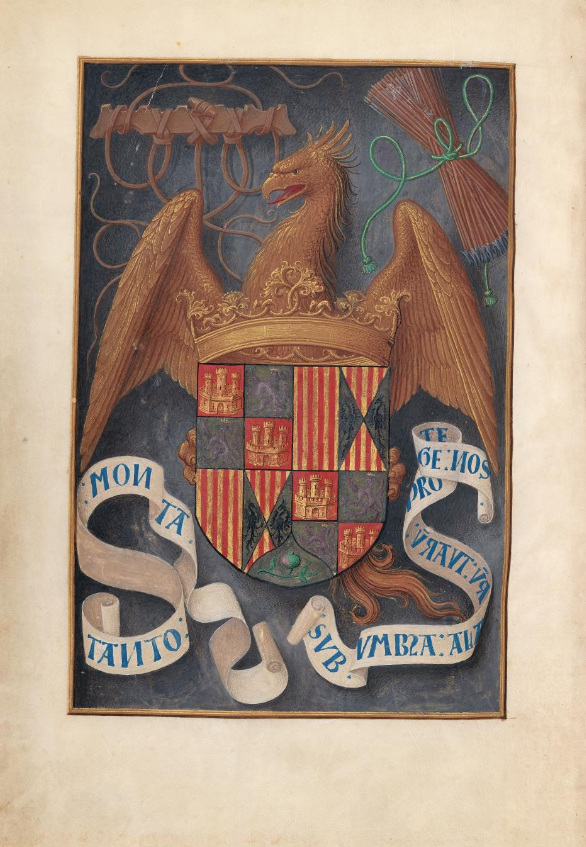
Getijdenboek van Isabella la Catolica, f1v, Wapenschild Isabella.

Het Getijdenboek van Isabella la Catolica is een verlucht getijdenboek dat gemaakt werd voor Isabella I van Castilië tussen 1500 en 1504 in Brugge of Gent. Het handschrift werd in 1963 aangekocht door het The Cleveland Museum of Art van Cleveland waar het bewaard wordt als MS 21/63.256.  Andere bronnen plaatsen de creatie voor 1497.
Er is nog een tweede getijdenboek van Isabella de Katholieke dat bewaard wordt in de Palacio Real-Biblioteca in Madrid. Dat boek werd origineel gemaakt voor koningin Johanna Enríquez die in 1468 overleed.

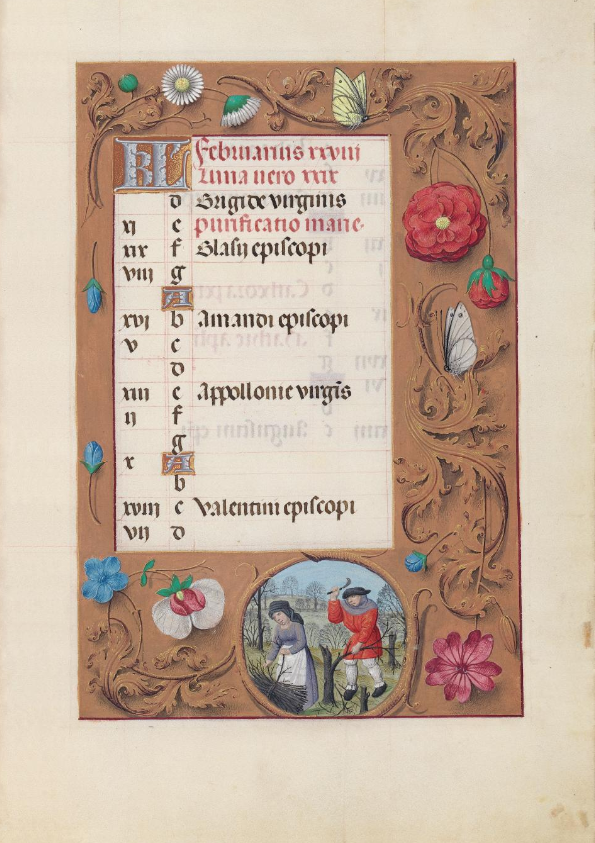
Getijdenboek van Isabella la Catolica, f3r, Kalenderbladzijde

## Geschiedenis
De wapens van de eerste eigenaar, Isabella I van Castilië, zijn afgebeeld op de titelbladzijde van het handschrift. De overlijdensdatum van Isabella geeft dan ook een terminus ante quem voor het boek. Het handschrift zou haar geschonken zijn in door Francisco de Rojas, de Spaanse ambassadeur in Vlaanderen, ter gelegenheid van het dubbel-huwelijk van haar zoon en dochter met de kinderen van Maximiliaan van Oostenrijk in 1496.  Er zijn ook onderzoekers die van mening zijn dat het een geschenk was van haar dochter Johanna de Waanzinnige die tussen 1497 en 1504 in Vlaanderen verbleef.
De opdrachtgever, of de persoon voor wie het werk bestemd was, is onbekend en was waarschijnlijk niet Isabella, want er is geen portret van haar terug te vinden in de miniaturen, wat een gebruikelijke praktijk was bij een bekende opdrachtgever of bestemmeling.
In de late jaren 1800 tot 1934 was het werk in het bezit van baron Edmond de Rothschild, daarna, van 1954 tot 1963 van baron Maurice de Rothschild. Die verkocht het aan de New Yorkse handelaar Rosenberg & Stiebel, die het doorverkochten aan het Cleveland Museum of Art.

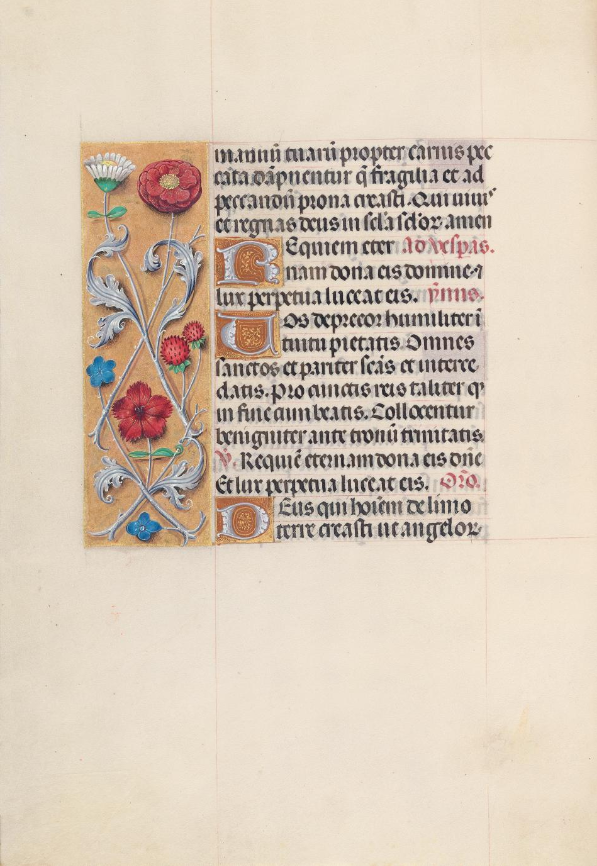
Getijdenboek van Isabella la Catolica, f28v, Tekstbladzijde met versierde marge

## Codicologische beschrijving
Het handschrift bevat 279 perkamenten folia van 22,6 x 15,2 cm. Het boek meet 23,5 x17,3 cm. Het werd geschreven in het Latijn door een enkele scribent in een gothica textualis formata in zwarte inkt. De rubrieken zijn rood geschreven. 
Het boek telt 40 volbladminiaturen, 10 kleinere miniaturen van driekwart bladzijde, 24 kalendermedaillons en meer dan 300 geïllustreerde marges.

## Inhoud

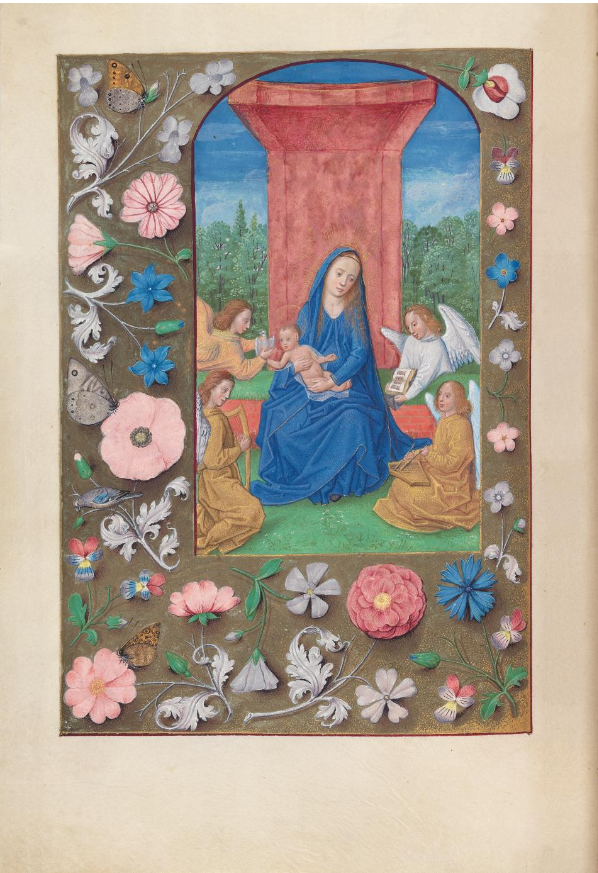
Getijdenboek van Isabella la Catolica, f80v, Madonna met Kind en musicerende engelen

Het getijdenboek bevat de klassieke elementen:
- Heiligenkalender (Spaans)
- Aanroeping van Christus
- Een gebed voor elke dag van de week
- Een mis van de heilige Maagd
- Het Kleine Officie van Onze Lieve Vrouw
- Mariagetijden voor de advent en speciale feestdagen
- De passiegetijden
- Suffragia (gebeden tot verschillende heiligen)
- Boetepsalmen
- Dodenofficie
- Obsecro te
- O intemerata
- Zeven gebeden tot de H. Maagd van Gregorius de Grote
- Zeven gebeden van Bernardus van Clairvaux

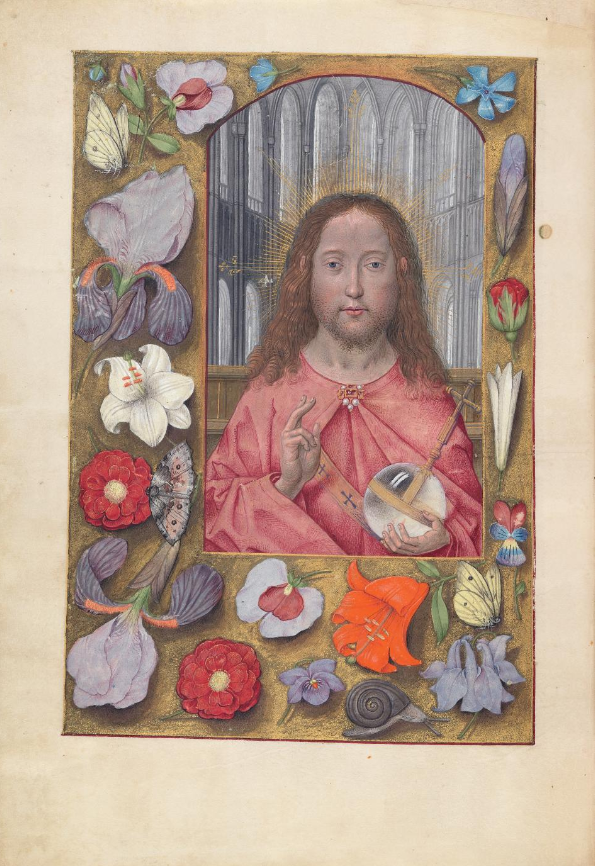
Getijdenboek van Isabella la Catolica, f14v, Salvator Mundi

## Verluchting
De tekst is versierd met talrijke initialen van een tot vijf lijnen hoog, in het blauw of het wit op een bruine achtergrond met gouden filigraanwerk. Er wordt gebruik gemaakt van decoratieve lijnvullers om gedeeltelijk blanco lijnen te vermijden. Iedere bladzijde heeft minstens een verticale versierde marge in Gent-Brugse stijl.
De kalender heeft twee bladzijden per maand met een volledige versierde marge, met in de ondermarge op elke bladzijde een medaillon met een tekening die de werken of de genoegens van de maand afbeeldt.
De volbladminiaturen zijn geschilderd op losse perkamenten folia die achteraf aan de beschreven katernen werden toegevoegd, de recto zijde van de miniaturen is blanco, er is zelfs geen aflijning op voorzien. De illustratie rond de volbladminiatuur sluit meestal goed aan bij die van de tekstbladzijde die ze illustreert.

## Miniaturisten
Het getijdenboek werd volgens Patrick De Winter verlucht door de Maximiliaan-meester (volgens hem te vereenzelvigen met Alexander Bening), Gerard Horenbout, de Meester van de gebedenboeken omstreeks 1500 en de Meester van het gebedenboek van Dresden die de decoratie van de kalender voor zijn rekening nam. De Maximiliaan meester realiseerde tweeënveertig van de vijftig miniaturen en Gerard Horenbout schilderde vijf stuks. Andere onderzoekers voegen hier nog Gerard David en de Meester van Jacobus IV van Schotland aan toe of betwijfelen de toewijzing aan Alexander Bening.